# Olympias Lympion
Olympias Lympion là một câu lạc bộ bóng đá Síp có trụ sở ở Lympia, Síp. Thành lập năm 1955, câu lạc bộ thi đấu ở các giải hạng ba và hạng tư của Síp.